# 표필상
표필상(表必尙, 1968년 2월 17일 ~ 현재)은 前 프로농구 선수이다.

## 학력 및 경력
- 학력 : 아미초등학교, 건국중학교, 동아고등학교, 중앙대학교 (학사)
- 프로 선수 경력 : 구 안양 SBS 스타즈, 서울 삼성 썬더스, 인천 전자랜드 엘리펀츠